# Willard Robertson
Willard Robertson (1 de enero de 1886 – 5 de abril de 1948) fue un actor teatral y cinematográfico y escritor estadounidense, a lo largo de cuya carrera participó en 147 filmes rodados entre 1924 y 1948. 

## Biografía
Nacido en el Condado de Runnels, Texas, Robertson trabajó en sus inicios como abogado en Texas, pero dejó su profesión al interesarse por la interpretación. Así, actuó en 16 obras representadas en el circuito de Broadway entre 1907 y 1930. Robertson también hizo papeles de reparto en muchas películas rodadas en Hollywood desde 1930 hasta su muerte, encarnando habitualmente a hombres con autoridad, como médicos, oficiales electos, militares y abogados. Fue el amante padre de Jackie Cooper en el drama ganador de varios Premios Oscar Skippy (1931), así como en su secuela, Sooky (1931). Otros de sus personajes destacados fueron un abogado en Remember the Night (1940) y un sheriff en The Ox-Bow Incident (1943).
Robertson fue también un notable escritor de varias obras teatrales, dos de ellas adaptadas al cine. También escribió la novela Moontide, adaptada al cine en el film de 1942 del mismo nombre dirigido por Archie Mayo y protagonizado por Jean Gabin y Ida Lupino.
Robertson falleció en 1948 en Hollywood, California.

## Teatro (Broadway)
- 1907 : The Builders, de Marion Fairfax, con Tully Marshall y Marion Fairfax
- 1907-1908 : The Warrens of Virginia, de William C. de Mille, producción de David Belasco, con Cecil B. DeMille, Emma Dunn, Mary Pickford y Charles Waldron
- 1912 : The Trail of the Lonesome Pine, de Eugene Walter, con Berton Churchill y William S. Hart
- 1912 : The Brute, de Frederic Arnold Krummer
- 1920 : Big Game, con Charles Halton (autor, junto a Kilbourn Gordon)
- 1920-1921 : Miss Lulu Bett, de Zona Gale, con Louise Closser Hale
- 1921 : The Detour, de Owen Davis
- 1921-1922 : The Squaw Man de Edwin Milton Royle
- 1923 : Icebound, de Owen Davis, con Edna May Oliver
- 1924 : Lazybones, de Owen Davis, con George Abbott
- 1925 : The Sea Woman, con Charles Halton, Paul Kelly, Blanche Yurka (autor)
- 1927 : Black Velvet, con Arthur Byron (autor y director)
- 1927-1928 : The Racket, de Bartlett Cormack, con John Cromwell, Norman Foster y Edward G. Robinson
- 1928 : Rope, de David Wallace y T.S. Stribling, con Elizabeth Patterson y Crane Wilbur
- 1928-1929 : The Front Page, de Ben Hecht y Charles MacArthur, dirección de George S. Kaufman, con Walter Baldwin, George Barbier, Joseph Calleia y Eduardo Ciannelli
- 1929-1930 : Winter Bound, de Thomas H. Dickinson, con Aline MacMahon
- 1930 : The Man's Town, con Eduardo Ciannelli, Sam Levene, Marjorie Main, Pat O'Brien (como autor y actor)

## Selección de su filmografía
- 1921 : Big Game, de Dallas M. Fitzgerald (autor de la pieza adaptada)
- 1924 : Daughters of the Night, de Elmer Clifton (actor y adaptador de su historia original)
- 1925 : Why Women Love, de Edwin Carewe (como autor de la pieza The Sea Woman adaptada)
- 1930 : The Last of the Duanes, de Alfred L. Werker
- 1931 : City Streets, de Rouben Mamoulian
- 1931 : The Ruling Voice, de Rowland V. Lee
- 1931 : Skippy, de Norman Taurog
- 1931 : Fair Warning, de Alfred L. Werker
- 1932 : Guilty as Hell, de Erle C. Kenton
- 1932 : Soy un fugitivo, de Mervyn LeRoy
- 1932 : Okay, America!, de Tay Garnett
- 1932 : Call Her Savage, de John Francis Dillon
- 1932 : Doctor X, de Michael Curtiz
- 1932 : Frisco Jenny, de William A. Wellman
- 1933 : Central Airport, de William A. Wellman y Alfred E. Green
- 1933 : Tugboat Annie, de Mervyn LeRoy
- 1933 : Wild Boys of the Road, de William A. Wellman
- 1933 : Ever in My Heart, de Archie Mayo
- 1933 : Female, de Michael Curtiz
- 1933 : Lady Killer, de Roy Del Ruth
- 1933 : Destination Unknown, de Tay Garnett
- 1933 : Roman Scandals, de Frank Tuttle
- 1934 : Gambling Lady, de Archie Mayo
- 1934 : Murder in the Private Car, de Harry Beaumont
- 1934 : Operator 13, de Richard Boleslawski
- 1934 : The Secret Bride, de William Dieterle
- 1934 : He Was her Man, de Lloyd Bacon
- 1934 : Mills of the Gods, de Roy William Neill
- 1934 : Housewife, de Alfred E. Green
- 1935 : Black Fury, de Michael Curtiz
- 1935 : O'Shaughnessy's Boy, de Richard Boleslawski
- 1935 : Dante's Inferno, de Harry Lachman
- 1936 : Winterset, de Alfred Santell
- 1936 : The Gorgeous Hussy, de Clarence Brown
- 1936 : The Last of the Mohicans, de George B. Seitz
- 1936 : The Man who lived Twice, de Harry Lachman
- 1937 : Park Avenue Logger, de David Howard
- 1937 : La contraseña, de William A. Seiter
- 1937 : The Go Getter, de Busby Berkeley
- 1937 : The Last Gangster, de Edward Ludwig
- 1938 : You and Me, de Fritz Lang
- 1938 : Men with Wings, de William A. Wellman
- 1938 : Kentucky, de David Butler
- 1938 : Gangs of New York, de James Cruze
- 1939 : Tierra de audaces, de Henry King
- 1939 : Range War, de Lesley Selander
- 1939 : Unión Pacífico, de Cecil B. DeMille
- 1939 : Each Dawn I Die, de William Keighley
- 1940 : Brigham Young, de Henry Hathaway
- 1940 : Remember the Night, de Mitchell Leisen
- 1940 : My Little Chickadee, de Edward F. Cline
- 1940 : Policía montada del Canadá, de Cecil B. DeMille
- 1941 : I Wanted Wings, de Mitchell Leisen
- 1941 : Texas, de George Marshall
- 1941 : Los viajes de Sullivan, de Preston Sturges

- 1942 : Juke Girl, de Curtis Bernhardt
- 1942 : Moontide, de Archie Mayo (autor de la novela adaptada)
- 1942 : Wake Island, de John Farrow
- 1943 : Air Force, de Howard Hawks
- 1943 : No Time for Love, de Mitchell Leisen
- 1943 : The Ox-Bow Incident, de William A. Wellman
- 1943 : Background to Danger, de Raoul Walsh
- 1945 : Along Came Jones, de Stuart Heisler
- 1946 : La vida íntima de Julia Norris, de Mitchell Leisen
- 1946 : Renegades, de George Sherman
- 1946 : Gallant Journey, de William A. Wellman
- 1947 : Deep Valley, de Jean Negulesco
- 1947 : My Favorite Brunette, de Elliott Nugent
- 1948 : Sitting Pretty, de Walter Lang
- 1948 : Fury at Furnace Creek, de H. Bruce Humberstone

## Obra literaria
- 1940 : Moontide, Carrick & Evans, Inc., Nueva York, 309 pag.
- 1943 : South from Yesterday, J.B. Lippincott Company, Nueva York y Filadelfia, 220 pag.
- 1944 : Oasis, J.B. Lippincott Company, Nueva York y Filadelfia, 309 pag.